# 20 mai en sport
20 avril 20 juin
Chronologies thématiques
- Croisades
- Ferroviaires
- Disney

Le 20 mai (140e jour de l'année ou 141e en cas d'année bissextile) en sport.

## Événements

### XXesièclede1901à1950
- 1934 :
  - (Sport automobile) :
    - Grand Prix automobile du Maroc.
    - Grand Prix des Frontières.
    - Targa Florio.

### XXesièclede1951à2000
- 1961 :
  - (Athlétisme) : George Davies porte le record du monde du saut à la perche à 4,83 mètres.
- 1962 :
  - (Formule 1) : Grand Prix automobile des Pays-Bas.
- 1967 :
  - (Athlétisme) : Tommie Smith porte le record du monde du 400 mètres à 44 s 05/100 et celui du 440 yards à 44 s 08/100.
- 1973 :
  - (Formule 1) : Grand Prix automobile de Belgique.
- 1984 :
  - (Formule 1) : Grand Prix automobile de France.
- 1990 :
  - (Athlétisme) : Randy Barnes porte le record du monde du lancer du poids à 23,12 mètres.
- 1992 :
  - (Football) : le FC Barcelone remporte la Coupe des Clubs Champions (football) en battant la UC Sampdoria Gênes, 1-0.
- 2000 :
  - (Natation) : Inge de Bruijn porte le record du monde féminin du 50 m papillon à 25 s 83/100.
  - (Formule 1) : Grand Prix d'Europe. Le pilote allemand Nick Heidfeld (Prost-Peugeot) est exclu de la course.

### XXIesiècle
- 2003 :
  - (Football) : l'Olympique lyonnais est champion de France pour la 2de année consécutive.
- 2007 :
  - (Tennis) : en remportant le tournoi de tennis de Hambourg sur le score de 2-6, 6-2, 6-0, le n° 1 mondial, Roger Federer met fin à l'impressionnante série de victoires sur terre battue de l'Espagnol Rafael Nadal, invaincu sur cette surface depuis avril 2005, qui avait remporté 81 victoires consécutives depuis cette date.
  - (Rugby à XV) : les London Wasps remportent la Coupe d'Europe de rugby — leur seconde après celle remportée en 2003-2004 — en battant, lors de la finale disputée au Stade de Twickenham, les Leicester Tigers sur le score de 25-9.
- 2008 :
  - (Football) : l'équipe de Bretagne de football rejoue après 10 ans d'absence sur la scène internationale, victoire des bretons sur le score de 3-1 face à l'équipe nationale du Congo.
- 2015 :
  - (Cyclisme sur route /Tour d'Italie) : Ilnur Zakarin remporte la 11e étape du Tour d’Italie.
  - (Football /Ligue 2-Corruption) : la commission supérieure d'appel de la FFF officialise le retrait de huit points infligé au club de Nîmes (L2) pour la saison prochaine dans l'affaire des matches truqués. Les Crocos échappent néanmoins, comme prévu, à la relégation.
- 2016 :
  - (Boxe /Championnat du monde) : au Palais des sports de Paris, le Cubain Yunier Dorticos devient champion du monde poids lourds-légers de boxe anglaise en battant par arrêt de l'arbitre, le Franco-Congolais Youri Kayembre Kalenga.
  - (Cyclisme sur route /Tour d'Italie) : sur la 13e étape du Tour d'Italie 2016, victoire de l'Espagnol Mikel Nieve et c'est le Costaricain Andrey Amador qui s'empare du maillot rose.
  - (Natation sportive /Championnats d'Europe) : aux Championnats d'Europe de natation, chez les femmes, victoire de la Danoise Rikke Møller Pedersen sur le 200 m brasse et de la Suédoise Sarah Sjöström sur le 100 m papillon puis chez les hommes, victoire de l'Italien Luca Dotto sur le 100 m nage libre et l'Italien Gregorio Paltrinieri remporte le 800 m nage libre. Dans l'épreuve mixte du 4 × 100 m nage libre, victoire des Néerlandais Sebastiaan Verschuren, Ben Schwietert, Maud van der Meer et Ranomi Kromowidjojo.
- 2017 :
  - (Cyclisme sur route /Giro) : sur la 14e étape du Tour d'Italie 2017, victoire du Néerlandais Tom Dumoulin qui conforte son avance au classement général.
  - (Football /Ligue 1) : Marseille, vainqueur de Bastia (1-0), a validé sa cinquième place synonyme de Ligue Europa. Bordeaux, accroché par Lorient (1-1), attendra la finale de la Coupe de France pour savoir si la 6e place est qualificative. Bastia termine dernier du championnat et jouera donc en Ligue 2 la saison prochaine. Les Corses seront accompagnés par Nancy. Lorient termine 18e et devra jouer un barrage contre Troyes, 3e de Ligue 2[1].
- 2021 :
  - (Cyclisme sur route /Tour d'Italie) : sur la 12e étape du Tour d'Italie qui se déroule entre Sienne et Bagno di Romagna, sur une distance de 212 km, victoire de l'Italien Andrea Vendrame au sprint. Le Colombien Egan Bernal conserve le maillot rose.
  - (Natation sportive /Championnats d'Europe) : sur la 10e journée des championnats d'Europe de natation, chez les hommes, sur le 100m dos, victoire du Roumain Robert Glință, sur le 200m brasse, victoire du Russe Anton Chupkov et sur le 200m quatre nages, victoire de l'Espagnol Hugo González. En mixte, sur le relais 4×100m 4 nages, victoire des Britanniques Kathleen Dawson, Adam Peaty, James Guy et Anna Hopkin. chez les femmes, sur le 200m papillon, victoire de la Hongroise Boglárka Kapás et sur le 200m nage libre, victoire de la Tchèque Barbora Seemanová.
- 2023 :
  - (Cyclisme sur route /Tour d'Italie) : sur la 14e étape du Tour d'Italie qui se déroule de Sierre (canton du Valais, Suisse) à Cassano Magnago (Lombardie), sur une distance de 193 km, victoire de l'Allemand Nico Denz et le Français Bruno Armirail s'empare du maillot rose.
  - (Rugby à XV /Champions Cup) : au Aviva Stadium de Dublin, La Rochelle, champion d'Europe en titre, s'impose au finish face au Leinster et remporte la première Coupe des Champions 26 - 27 [2].

## Naissances

### XIXesiècle
- 1869 :
  - Joshua Pim, joueur de tennis irlandais. Vainqueur des Tournois de Wimbledon 1893 et 1894. († 15 avril 1942).
- 1877 :
  - Patrick Leahy, athlète de sauts américain. Médaillé d'argent à la hauteur et de bronze à la longueur aux Jeux de Paris 1900. († 29 décembre 1927).
- 1883 :
  - Charles Cruchon, cycliste sur route français. († 28 février 1956).
- 1885 :
  - Giovanni Gerbi, cycliste sur route italien. Vainqueur du Tour de Lombardie 1905. († 6 mai 1955).
- 1886 :
  - Ali Sami Yen, footballeur puis entraîneur et dirigeant sportif turc. Créateur et président du club de Galatasaray. Sélectionneur de l'équipe de Turquie en 1923. Membre du CIO. († 29 juillet 1951).
- 1888 :
  - Mannes Francken, footballeur néerlandais. (22 sélections en équipe nationale). († 19 novembre 1948).
- 1900 :
  - Lorenzo Fernandez, footballeur uruguayen. Champion olympique aux Jeux d'Amsterdam 1928. Champion du monde de football 1930. Vainqueur se la Copa América 1926 et 1935. (31 sélections en équipe nationale). († 16 novembre 1973).

### XXesièclede1901à1950
- 1903 :
  - Hans Horvath, footballeur autrichien. (46 sélections en équipe nationale). († 30 juillet 1968).
- 1913 :
  - Teodoro Fernández, footballeur péruvien. Vainqueur de la Copa América 39. (32 sélections en équipe nationale). († 17 septembre 1996).
- 1914 :
  - Hideko Maehata, nageuse japonaise. Médaillée du 200 m brasse aux Jeux de Los Angeles 1932 puis championne olympique du 200 m brasse aux Jeux de Berlin 1936. († 24 février 1995).
- 1916 :
  - Trebisonda Valla, athlète de haies italienne. Championne olympique du 80 m haies aux Jeux de Berlin 1936. († 16 octobre 2006)
- 1920 :
  - Jean-Maurice Bailly, journaliste sportif canadien. Spécialiste du hockey sur glace. († 6 juillet 1990).
- 1921 :
  - Carl-Gunnar Hammarlund, pilote de rallye automobile suédois.  († 15 septembre 2006).
  - Hal Newhouser, joueur de baseball américain. († 10 novembre 1998).
- 1930 :
  - Sam Etcheverry, joueur de foot U.S. américain. († 29 août 2009).
- 1931 :
  - Ken Boyer, joueur de baseball américain. († 7 septembre 1982).
- 1938 :
  - Stien Baas-Kaiser, patineuse de vitesse néerlandaise. Médaillée de bronze du 1 500m et du 3 000m aux Jeux de Grenoble 1968 puis championne olympique du 3 000m et médaillé d'argent du 1 500m aux Jeux de Sapporo 1972. († 23 juin 2022).
- 1940 :
  - Stan Mikita, hockeyeur sur glace tchécoslovaque puis slovaque. († 7 août 2018).
  - Sadaharu Oh, joueur de baseball japonais.
- 1946 :
  - Craig Patrick, hockeyeur sur glace puis entraîneur et dirigeant sportif américain.
- 1947 :
  - Robert Bouloux, cycliste sur route français.
- 1949 :
  - Bob Escoffier, navigateur français.
- 1950 :
  - Ray Bellm, pilote d'endurance britannique.
  - Alain Douville, footballeur français. († 3 juillet 2025).
  - Yvon Lambert, hockeyeur sur glace canadien.

### XXesièclede1951à2000
- 1952 :
  - Roger Milla, footballeur camerouno-français. Champion d'Afrique de football 1984 et 1988. Vainqueur de la Coupe d'Afrique des vainqueurs de coupe 1975. (102 sélections en équipe nationale).
- 1954 :
  - Robert Van de Walle, judoka belge. Champion olympique des -95 kg aux Jeux de Moscou 1980 et médaillé de bronze des -95 kg aux Jeux de Séoul 1988.
- 1956 :
  - Tomáš Šmíd, joueur de tennis tchécoslovaque puis tchèque. Vainqueur de la Coupe Davis 1980.
- 1960 :
  - Philippe Blain, volleyeur puis entraîneur français. (340 sélections en équipe de France). Vainqueur de la Coupe de la CEV masculine 1999. Sélectionneur de l'équipe de France de 2001 à 2012.
- 1961 :
  - Bernard Occelli, copilote de rallye automobile français.
- 1963 :
  - Pierre-Yves Jorand, skieur de vitesse puis navigateur suisse.
  - David Wells, joueur de baseball américain.
- 1965 :
  - Bruno Marie-Rose, athlète de sprint français. Médaillé de bronze du relais 4 × 100 m aux Jeux de Séoul 1988. Médaillé d'argent du relais 4 × 100 m aux Championnats du monde d'athlétisme 1991. Médaillé de bronze du 100 m aux Championnats d'Europe d'athlétisme 1986 et champion d'Europe d'athlétisme du relais 4 × 100 m 1990. Détenteur du record du monde du relais 4 × 100 m du 1er septembre 1990 au 3 août 1991.
- 1968 :
  - Waisale Serevi, joueur de rugby à XV et à sept fidjien. Champion du monde de rugby à sept 1997 et 2005. (38 sélections avec l'équipe de rugby à XV et 160 avec celle de rugby à sept).
- 1969 :
  - Simon Dolan, pilote de course automobile d'endurance britannique.
  - Alberto Mancini, joueur de tennis argentin.
- 1972 :
  - Christophe Dominici, joueur de rugby puis entraîneur et consultant TV français. Vainqueur des Grands Chelems 1998 et 2004, des Tournois des Six Nations 2006 et 2007. (65 sélections en équipe de France). († 24 novembre 2020).
- 1975 :
  - Mariela Antoniska, hockeyeuse sur gazon argentine. Médaillée d'argent aux Jeux de Sydney 2000, de bronze aux Jeux d'Athènes 2004. Championne du monde de hockey sur gazon 2002. (90 sélections en équipe nationale).
  - Ralph Firman, pilote de F1 britannico-irlandais.
  - Isaac Gálvez, cycliste sur route espagnol. († 26 novembre 2006).
- 1976 :
  - Louis Bullock, basketteur américain.
- 1978 :
  - Guerlain Chicherit, skieur de freeride et pilote de rallye-raid français.
  - Nils Schumann, athlète de demi-fond allemand. Champion olympique du 800 m aux Jeux de Sydney 2000. Champion d'Europe d'athlétisme du 800 m 1998.
- 1979 :
  - Jayson Werth, joueur de baseball américain.
- 1981 :
  - Iker Casillas, footballeur espagnol. Champion du monde de football 2010. Champion d'Europe de football 2008 et 2012. Vainqueur de la Ligue des champions 2000, 2002 et 2014. (166 sélections en équipe nationale).
  - Lindsay Taylor, basketteuse américaine.
- 1982 :
  - Jérôme Bortoluzzi, athlète de lancer de marteau français.
  - Petr Čech, footballeur tchèque. Vainqueur de la Ligue des champions 2012 et de la Ligue Europa 2013. (113 sélections en équipe nationale).
  - Wesley Hoolahan, footballeur irlandais.
  - Clément Poitrenaud, joueur de rugby à XV français. Vainqueur des Grands Chelems 2004 et 2010, du Tournoi des Six Nations 2007, des Coupes d'Europe de rugby à XV 2003, 2005, 2010. (47 sélections en équipe de France).
- 1985 :
  - Christopher Froome, cycliste sur route britannico-kényan. Médaillé de bronze du contre-la-montre sur route aux Jeux de Londres 2012. Vainqueur des Tours de France 2013 et 2015, du Tour d'Oman 2013, des Tours de Romandie 2013 et 2014 puis du Critérium du Dauphiné 2015.
  - Maxime Laheurte, skieur de nordique français.
- 1986 :
  - Rok Stipčević, basketteur croate.
- 1987 :
  - Luboš Kalouda, footballeur tchèque.
  - Julian Wright, basketteur américain.
- 1988 :
  - Nikki Hamblin, athlète de demi-fond néo-zélandaise.
- 1989 :
  - Loïc Nestor, footballeur français.
- 1990 :
  - Rafael Cabral, footballeur brésilo-portugais. Vainqueur de la Copa Libertadores 2011. (3 sélections avec l'équipe du Brésil).
  - Bernardin Matam, haltérophile camerounais puis français. Champion d'Europe d'haltérophilie des -69 kg ainsi qu'à l'épaule et jeté 2017.
  - Pius Paschke, sauteur à ski allemand.
  - Lacina Traoré, footballeur ivoirien. Champion d'Afrique de football 2015. (13 sélections en équipe nationale).
- 1991 :
  - Metuisela Talebula, joueur de rugby à XV et de rugby à sept fidjien. (35 sélections avec l'Équipe des Fidji de rugby à sept et 25 avec l'Équipe des Fidji de rugby à XV).
- 1992 :
  - Linn Blohm, handballeuse suédoise. Victorieuse de la Coupe de l'EHF féminine 2015 et de la Coupe d'Europe des vainqueurs de coupe féminine 2016. (98 sélections en équipe nationale).
  - Damir Džumhur, joueur de tennis bosnien.
  - Simon Grether, footballeur suisse.
  - Enes Kanter, basketteur turc. (8 sélections en équipe nationale).
  - Gerónimo Rulli, footballeur argentin.
  - Maud van der Meer, nageuse néerlandaise. Championne du monde de natation du relais 4 × 100 m nage libre 2011 et 2015. Championne d'Europe de natation du relais 4 × 100 m nage libre 2016.
- 1994 :
  - Zelimkhan Khadjiev, lutteur de libre français. Médaillé d'argent des -74 kg aux CE de lutte 2019.
  - Piotr Zieliński, footballeur polonais. (80 sélections en équipe nationale).
- 1995 :
  - Damien Inglis, basketteur français.
  - Axel Journiaux, cycliste sur route français.
  - Jesse Sarajärvi, footballeur finlandais.
- 1996 :
  - Abudushalamu Abudurexiti, basketteur chinois.
  - Niek Kimmann, cycliste de BMX néerlandais. Champion du monde de BMX de la course et médaillé d'argent du contre la montre 2015.
  - Robert Skov, footballeur danois. (12 sélections en équipe nationale).
- 1997 :
  - Kaoru Mitoma, footballeur japonais. (15 sélections en équipe nationale).
  - Marlon Xavier, footballeur brésilien.
- 1998 :
  - Nam Nguyen, patineur artistique individuel canadien.

### XXIesiècle
- 2001 :
  - Jadsom, footballeur brésilien.
  - Robi Saarma, footballeur estonien.

## Décès

### XXesièclede1901à1950
- 1942 :
  - John Goodall, 78 ans, footballeur puis entraîneur et joueur de cricket anglais. (14 sélections en équipe nationale). (° 19 juin 1863).

### XXesièclede1951à2000
- 1956 :
  - Pierre Allemane, 74 ans, footballeur français. Médaillé d'argent aux Jeux de Paris 1900. (7 sélections en équipe de France). (° 19 janvier 1882).
  - Zoltán von Halmay, 74 ans, nageur hongrois. Médaillé d'argent du 200 m nage libre et du 4 000 m nage libre puis médaillé de bronze du 1 000 m nage libre aux Jeux de Paris 1900, champion olympique du 50 et du 100 yards aux Jeux de Saint-Louis 1904 puis médaillé d'argent du 100 m nage libre et du relais 4 × 200 m nage libre aux Jeux de Londres 1908. (° 18 juin 1881).
- 1962 :
  - Alessandro Pirzio Biroli, 84 ans, épéiste et sabreur italien. Médaillé d'argent du sabre par équipes aux Jeux de Londres 1908. (° 23 juillet 1877).
- 1965 :
  - Edgar Barth, 48 ans, pilote de courses automobile d'endurance allemand. (° 26 janvier 1917).
  - Kristian Middelboe, 84 ans, footballeur danois. Médaillé d'argent aux Jeux de Londres 1908. (4 sélections en équipe nationale). (° 24 mars 1881).
- 1973 :
  - Jarno Saarinen, 27 ans, pilote de vitesse moto finlandais. Champion du monde de vitesse moto 250 cm3 1972. (15 victoires en Grand Prix). (° 11 décembre 1945).
  - Renzo Pasolini, 34 ans, pilote de vitesse moto italien. (6 victoires en Grand Prix). (° 18 juillet 1938).
- 1976 :
  - Syd Howe, 64 ans, hockeyeur sur glace canadien. (° 18 septembre 1911).
  - Bobby Pearce, 70ans, rameur en aviron australien, double champion olympique (° 30 septembre 1905).
- 1995 :
  - Burton Jastram, 84 ans, rameur en aviron américain. Champion olympique du huit aux Jeux d'été de 1932. (° 5 juin 1910).

### XXIesiècle
- 2000 :
  - Malik Sealy, 30 ans, basketteur américain. (° 1er février 1970).
- 2011 :
  - Jiří Pešek, 83 ans, footballeur et ensuite entraîneur tchécoslovaque puis tchèque. (11 sélections avec l'équipe de Tchécoslovaquie). Sélectionneur des équipes du Yémen de 1982 à 1983 et de l'Inde de 1993 à 1994. (° 4 juin 1927).
- 2017 :
  - Albert Bouvet, 87 ans, cycliste sur route français. Vainqueur de Paris-Tours 1956. (° 28 février 1930).
- 2019 :
  - Niki Lauda, 70 ans, pilote de F1 autrichien. Champion du monde de F1 1975, 1977 et 1984. (25 victoires en Grand Prix). (° 22 février 1949).